# Serhi Klimniuk
Serhi Klimniuk –en ucraniano, Сергій Климнюк– (14 de junio de 1976) es un deportista ucraniano que compitió en piragüismo en la modalidad de aguas tranquilas. Ganó una medalla de bronce en el Campeonato Mundial de Piragüismo de 2003 y dos medallas de bronce en el Campeonato Europeo de Piragüismo: en los años 2000 y 2006.

## Palmarés internacional
| Campeonato Mundial | Campeonato Mundial           | Campeonato Mundial | Campeonato Mundial |
| Año                | Lugar                        | Medalla            | Competición        |
| ------------------ | ---------------------------- | ------------------ | ------------------ |
| 2003               | Gainesville (Estados Unidos) | Medalla de bronce  | C2 200 m           |
| Campeonato Europeo |                              |                    |                    |
| Año                | Lugar                        | Medalla            | Competición        |
| 2000               | Poznań (Polonia)             | Medalla de bronce  | C4 200 m           |
| 2006               | Račice (República Checa)     | Medalla de bronce  | C2 200 m           |